# Stellera chamaejasme
Stellera chamaejasme är en tibastväxtart som beskrevs av Carl von Linné. Stellera chamaejasme ingår i släktet Stellera och familjen tibastväxter. Inga underarter finns listade i Catalogue of Life.
På kinesiska är arten känd som "varggift" (kinesiska: 狼毒?, pinyin: lángdú) och bidrar till eroderingen av gräsmarker på den tibetanska högplatån.

## Bildgalleri

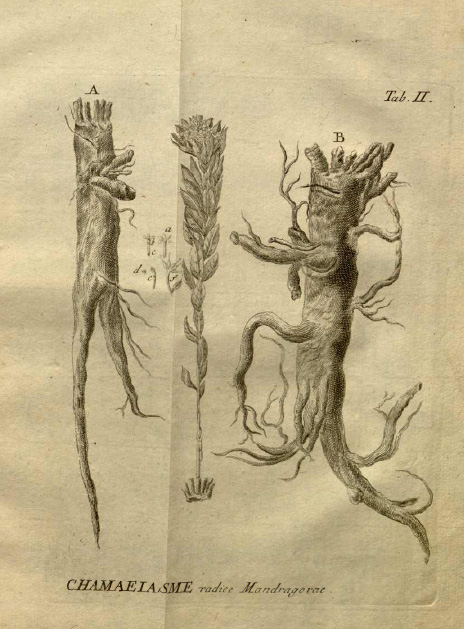
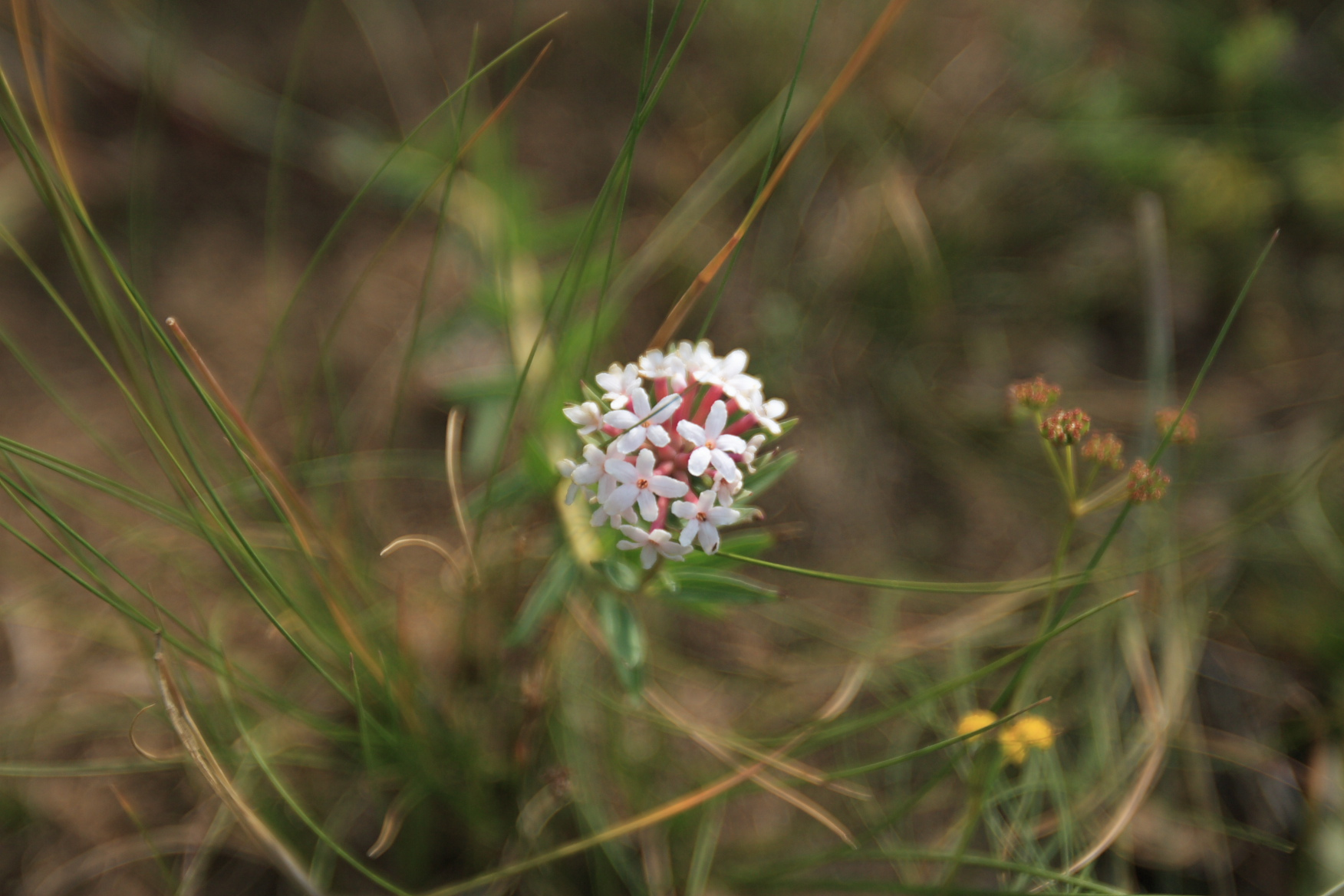
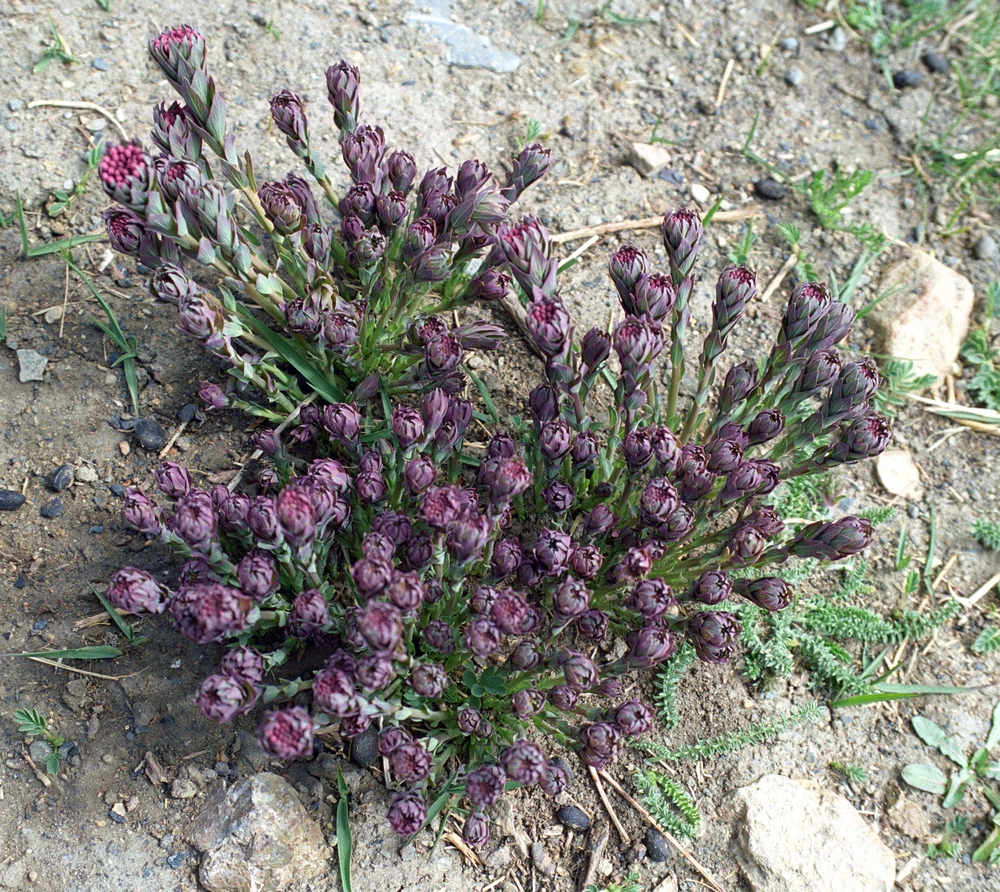
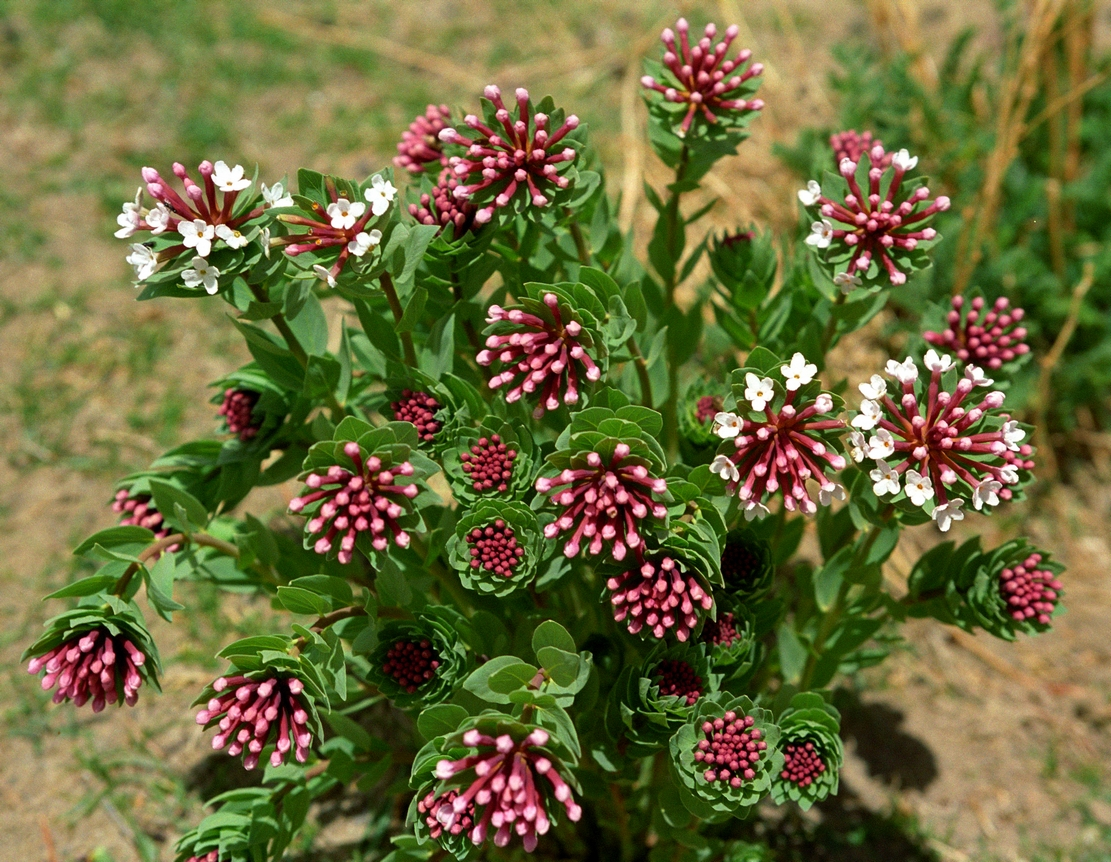